# Grande Ciguë
Conium maculatum
Pour les articles homonymes, voir Ciguë.
Espèce
Classification phylogénétique
La Grande Ciguë, Ciguë maculée, Ciguë tachetée ou Ciguë tachée (Conium maculatum  L.), est une espèce de plantes à fleurs de la famille des Apiacées (ou Ombellifères). C'est une plante herbacée bisannuelle originaire d'Eurasie et d'Afrique du Nord. Très toxique, elle était à la base du poison officiel des Athéniens, pour les condamnés à mort. La plus célèbre victime fut le philosophe Socrate.

## Histoire
Socrate a été condamné à mort et a dû boire de la ciguë alors que Mithridate VI s'est immunisé en absorbant régulièrement des doses croissantes.
Jadis, la ciguë Conium maculatum était considérée comme une plante magique associée à la magie noire.
Dans l'acte III de Macbeth, les sorcières préparent toutes sortes de philtres magiques : « … oreille d'un singe noir et de la ciguë arrachée un soir. Remplissez la chaudière et bouillez l'ensemble afin qu'opère ce mélange infernal, ce charme sans égal. »
Dans l'œuvre de Jean Giono, Regain, on apprend que l'enfant de zia Mameche est mort très jeune en mangeant de la ciguë. « On a su, parce qu'il en avait encore dans sa petite main, qu'il avait mangé de la ciguë. »

## Description
La ciguë est une plante herbacée ronde, à tiges dressées, pouvant atteindre 1 à 2,5 mètres de hauteur.
Les tiges entièrement glabres (sans poils), mais couvertes d'une pruine bleuâtre, détersile, cylindracées, creuses, cannelées, très rameuses, sont tachetées de rouge-pourpre notamment dans la partie inférieure. Elles se prolongent par une racine principale pivotante. La tige ne se développe que lors de la deuxième année de croissance à partir de la racine principale en forme de carotte grêle blanchâtre, donnant quatre rangées de racines secondaires.
Les feuilles sont alternes, molles, à limbe grossièrement triangulaire, très découpées (dont les folioles sont laciniées) et divisées (pennatiséquées trois à cinq fois). Également glauques, elles atteignent jusqu'à 50 cm de longueur sur 40 de large. Leur pétiole engainant est creux et tacheté.
Les fleurs, qui n'apparaissent généralement que la seconde année, sont petites, blanches, longuement pédonculées et groupées en ombelles, composées de 10 à 20 rayons d'ombellules d'inégale longueur (15-30 mm).
Les fruits sont des noix de 3 mm sur 2 mm, ovoïdes à sphériques, munis de dix côtes longitudinales saillantes.
La plante tout entière dégage une odeur désagréable, rappelant l'urine de souris ou de chat, surtout quand on la froisse.
Cette plante peut se confondre avec le cerfeuil des fous mais ce dernier a des feuilles velues et des pétales échancrés.

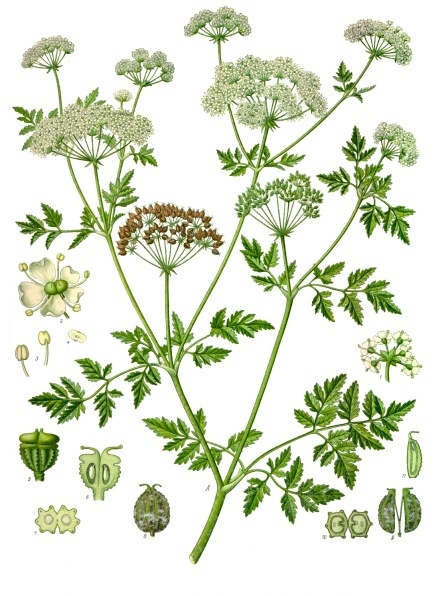
Grande Ciguë
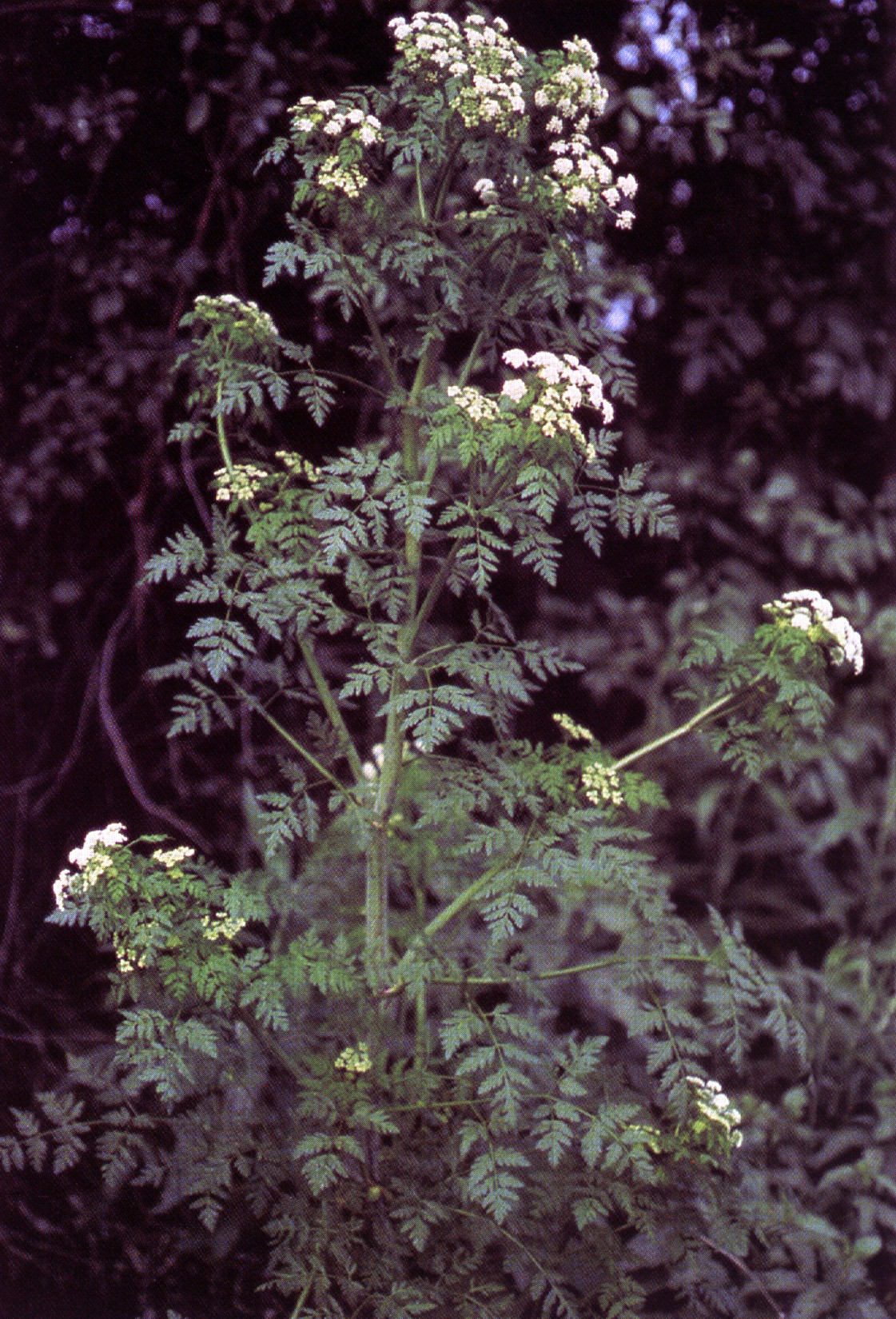
Grande Ciguë
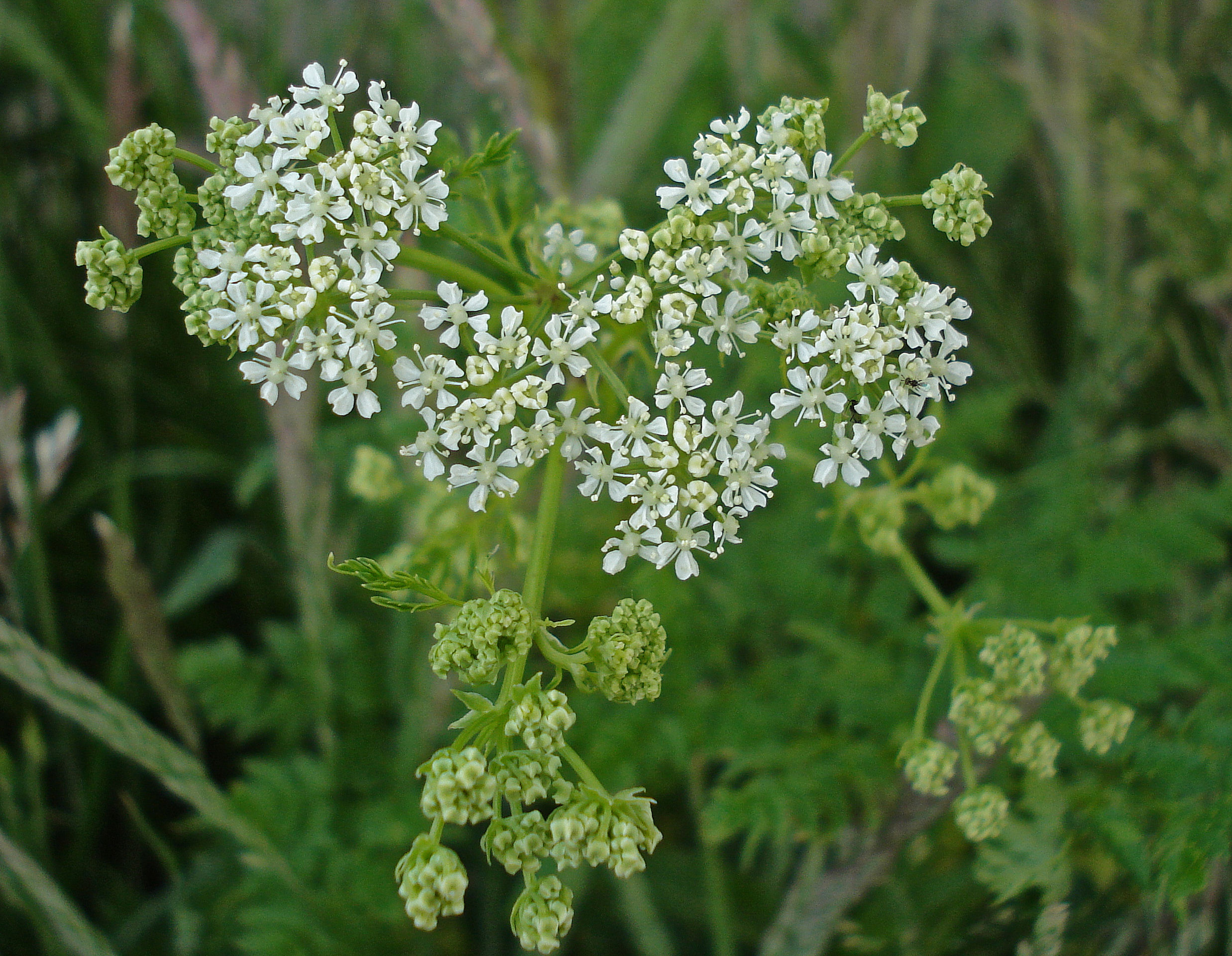
Inflorescence - Lincolnshire, GB
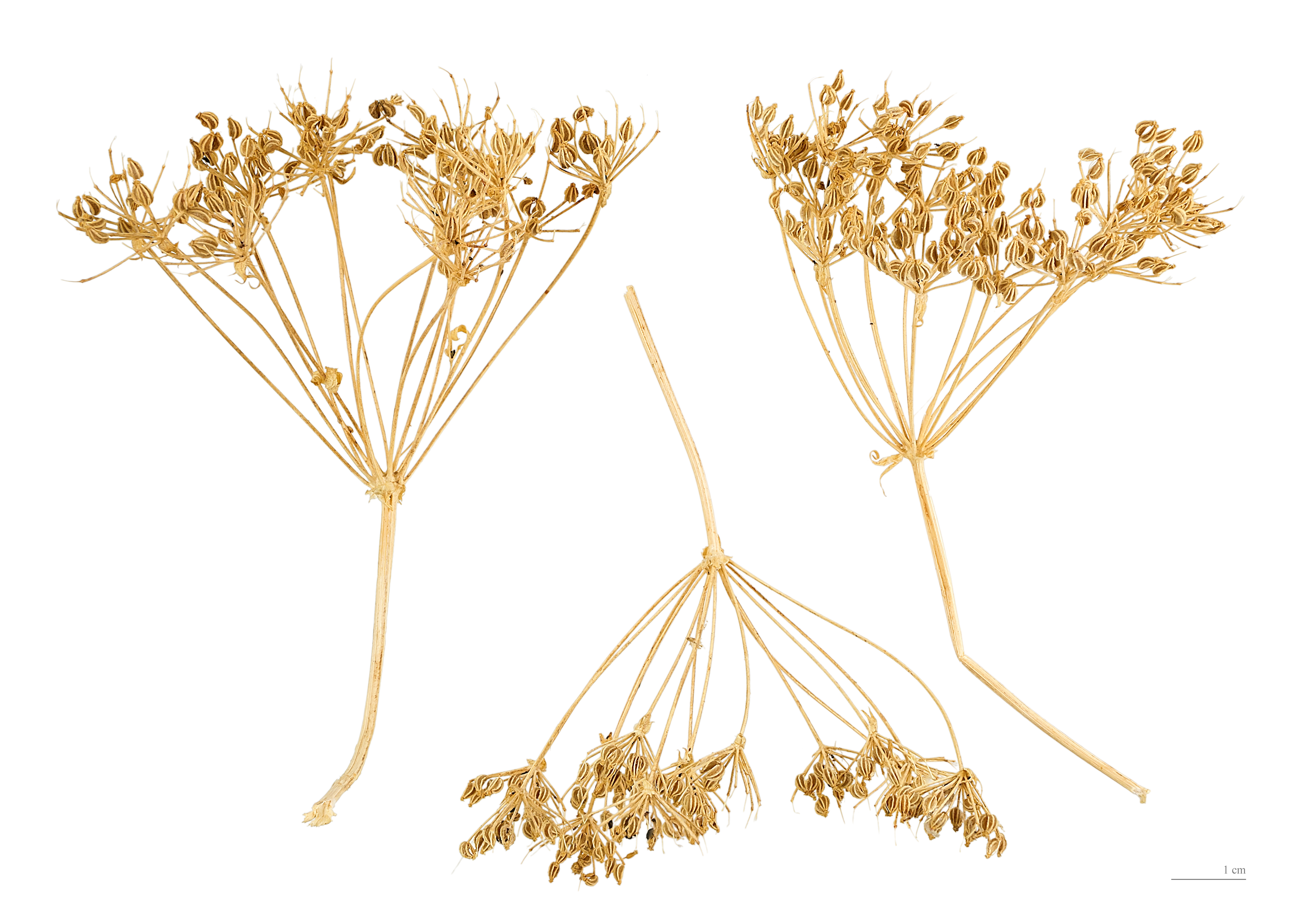
Ombelles et fruits mûrs - Muséum de Toulouse
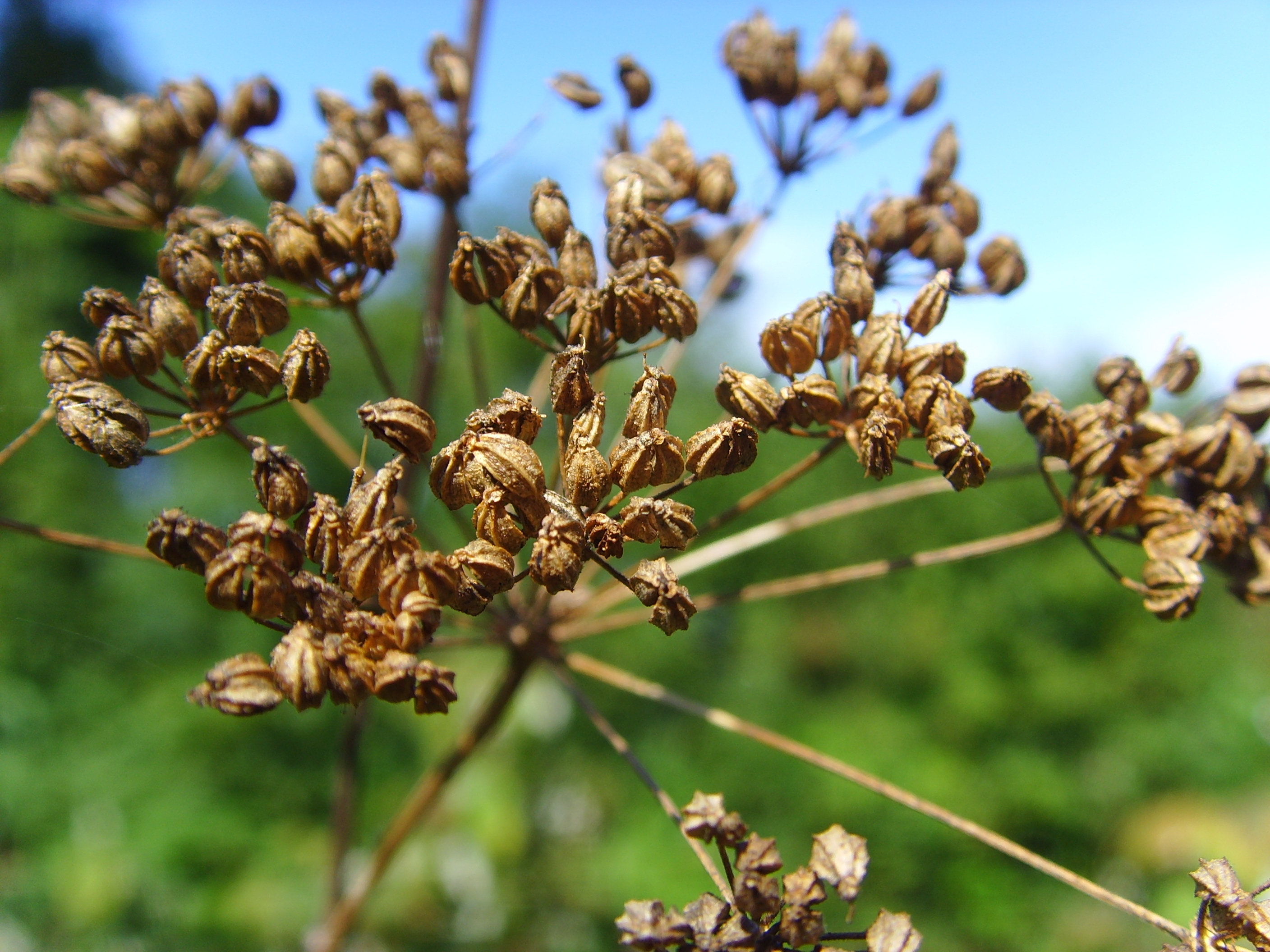
Fruits mûrs - Devon, GB
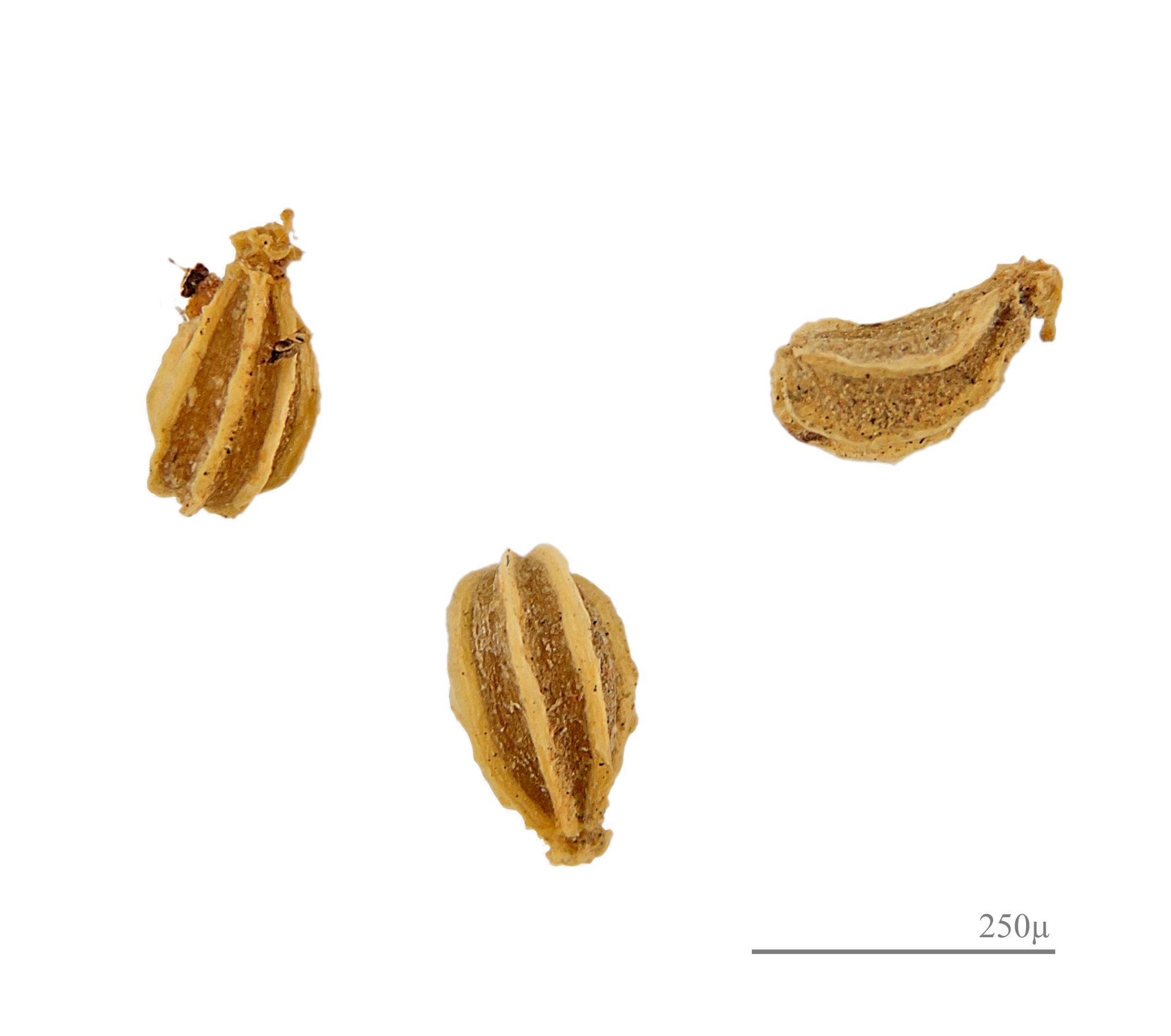
Fruits mûrs - Muséum de Toulouse

## Distribution
Cette espèce est spontanée dans toutes les régions tempérées de l'Eurasie, en Afrique du Nord et dans le sous-continent indien, maintenant acclimatée en Amérique du Nord.
La plante pousse dans les endroits frais, les haies et les friches, au bord des chemins et des cours d'eau. C'est une plante envahissante, que l'on retrouve quasiment dans tous les lieux.

## Propriétés et utilisations

### Toxicité
La plante contient dans toutes ses parties, notamment les fruits, au moins cinq alcaloïdes violemment toxiques, avec principalement la conine (encore appelée coniine, conicine ou cicutine). Les quatre autres alcaloïdes sont le méthyl-éthyl-coniine, la pseudoconhydrine, la conhydrine et la pipéridine.
La teneur en alcaloïdes de la Grande Ciguë varie en fonction de la zone de localisation et change sensiblement selon la maturité de la plante et les conditions climatiques :
- fruits verts : 30-100 %
- fruits mûrs : 0,50 %
- fleurs : 0,09-0,24 %
- feuilles : 0,03-0,18 %
- tiges : 0,01-0,08 %
- racines : 0,05 %

### Toxicité pour les animaux
La plante a des effets tératogènes chez le porc, le mouton et le bœuf,, où ses effets sont proches de ceux provoqués par l'ingestion de lupin, avec l'apparition de fentes palatines et de déformations du squelette. Les oiseaux semblent y être réfractaires[réf. nécessaire]. Les doses létales varient selon les animaux, allant de 3,3 mg/kg de poids corporel chez la vache, 15,5 mg/kg chez la jument, et 44 mg/kg chez la brebis. Elle provoque contractures musculaires, mâchonnements, écume, grincements de dents, spasmes musculaires, coma et mort.
Toutes les parties aériennes de la plante fraîche peuvent être toxiques, mais la plante entièrement desséchée sur pied ou mêlée au foin a perdu quasiment toute sa toxicité. De fait les intoxications sont très rares, car la plante exhale une odeur désagréable lorsqu’elle est froissée ou mastiquée.

### Toxicité pour l'homme
La conine est un perturbateur du système nerveux périphérique. Une dose de 0,2 g entraîne la mort d'un homme par paralysie respiratoire. Quelques grammes de fruits verts seraient alors mortels.
Chez l'homme, l'ingestion de ciguë provoque dans l'heure qui suit des troubles digestifs, des vertiges et céphalées, puis des paresthésies, une diminution de la force musculaire, et enfin une paralysie ascendante. Des convulsions et des rhabdomyolyses ont été rapportées, suivies d'insuffisance rénale aiguë et d'une paralysie respiratoire pouvant entraîner la mort.
La toxicité de la ciguë, plante bisannuelle, est variable selon le cycle végétatif et son lieu de développement. Ainsi, selon la latitude où elle croît, elle fabrique des alcaloïdes neurotoxiques dès la première année ou lors de la seconde année de croissance.
Par un arrêté du 4 septembre 2020, l'État français donne l'obligation aux distributeurs et vendeurs de Grande Ciguë d'informer leurs clients, via un étiquetage spécifique, de sa toxicité en cas d'ingestion,,.

#### Dans la fiction
- La romancière Agatha Christie décrit dans Cinq petits cochons un assassinat à la Grande Ciguë inspiré par la mort de Socrate[15].

### Intoxications humaines accidentelles
Elles se produisent épisodiquement à la suite d'une confusion de la plante et/ou de sa racine avec le panais, le céleri, le navet, le Cerfeuil des bois, la carotte et même, pour la plantule, avec le persil. Le risque de confusion avec le persil est faible en raison de la grande différence d'aspect, taille et odeur entre ces plantes. Le risque de confusion avec les autres plantes est nul si trois critères sont tous vérifiés :
1. l'odeur de la Grande Ciguë est toujours nettement désagréable (y compris dans la racine), rappelant celle de l'urine de souris ou de chat, surtout quand on la froisse (alors que le persil, le panais et la carotte sauvage ont leur propre odeur bien caractéristique)[17] ;
2. les pétioles et la tige de la Grande Ciguë sont glabres (même à la loupe, aucun poil n'est visible, ce qui n'est pas le cas de la carotte cultivée ou sauvage dont les feuilles sont finement velues)[17] ;
3. les pétioles et la tige de la Grande Ciguë et du cerfeuil des fous (également toxique) sont au moins sur une partie de leur longueur parsemés de petites taches rougeâtres (de couleur bordeaux, taches toujours absentes chez le persil, le panais ou la carotte sauvage)[17].

Autrement dit, si la plante est poilue, dépourvue de taches bordeaux et si elle sent la carotte, le persil ou le cerfeuil, alors il ne s'agit pas de la Grande Ciguë, et elle est comestible (sauf pour la racine dans le cas du Cerfeuil des bois, racine non comestible car contenant des molécules antimitotiques)
L'odeur de la plante n'a cependant pas découragé certains de consommer cette plante. En France en 2020, lors d'un stage de survie, ou en Ontario le 4 mai 1922, à L'Orignal où sept membres d'une famille sur neuf, périrent en quatre heures, après avoir mangé de la racine de ciguë bouillie. Seuls les deux plus jeunes enfants survécurent. Le Comité du Patrimoine de L'Orignal conserve le signet mortuaire commun pour les sept défunts, avec une photographie de chacun, ainsi que l'édition du 12 mai 1922 du Eastern Ontario Review Weekly de Vankleek Hill (Vol. XXIX, No 19) rapportant ce fait divers, incluant les rapports du médecin et du coroner, ainsi que les témoignages du médecin appelé sur les lieux et des voisins qui assistèrent à l'agonie des victimes ; La famille était celle de Charles Napoléon Langevin dit Lacroix et de Marie-Louise Charlebois.

### Effets thérapeutiques
On attribue à la ciguë des effets thérapeutiques, malheureusement indissociables d'un dosage précis. Elle serait sédative et analgésique ; les parties utilisées sont les feuilles et les graines.
Autrefois longtemps administrée par voie interne ou externe par de nombreux médecins, elle a été utilisée pour presque toutes les maladies, en phytothérapie comme en homéopathie.

## Phédon: Récit de la mort de Socrate

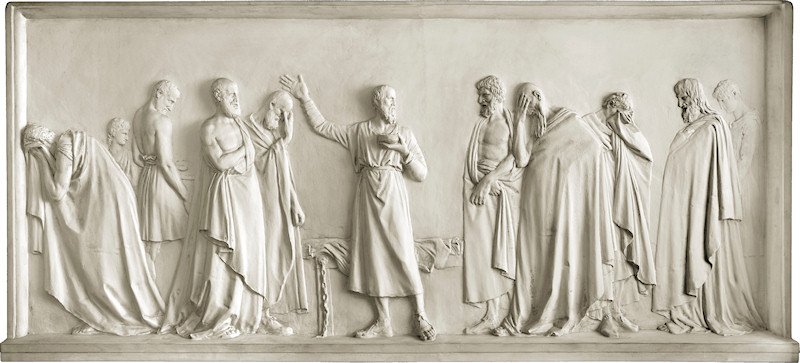
Socrate buvant la ciguë - Bas relief - Fondation Cariplo de Tommaso Piroli & Vincenzo Camuccini

Le philosophe grec Socrate, dénoncé par trois personnages en vue, fut condamné à mort par l'assemblée athénienne, l'Aréopage, par ingestion d'une solution à base de ciguë en 399 av. J.-C.. On l’accusait de « corruption de la jeunesse » et de « négligence des dieux de la cité et pratique de nouveautés religieuses ». Platon, malade, n'ayant pu assister aux derniers instants de son maître, a reconstitué la célèbre scène dans Phédon, d'après le récit de plusieurs disciples. Voici le passage décrivant les symptômes :
« Socrate se coucha sur le dos, comme l'homme le lui avait recommandé. Celui qui lui avait donné le poison, le tâtant de la main, examinait de temps à autre ses pieds et ses jambes ; ensuite, lui ayant fortement pincé le pied, il lui demanda s'il sentait quelque chose. Socrate répondit que non. Il lui pinça ensuite le bas des jambes et, portant les mains plus haut, il nous faisait voir ainsi que le corps se glaçait et se raidissait. En le touchant encore, il déclara que quand le froid aurait gagné le torse, Socrate s'en irait. Déjà la région du bas-ventre était à peu près refroidie lorsque, levant son voile, car il s'était voilé la tête, Socrate dit, et ce fut sa dernière parole : « Criton, nous devons un coq à Asclepios ; payez-le, ne l'oubliez pas. — Oui, ce sera fait, dit Criton, mais vois si tu as quelque autre chose à nous dire. » À cette question il ne répondit plus ; mais quelques instants après il eut un sursaut. L'homme le découvrit : il avait les yeux fixes. En voyant cela, Criton lui ferma la bouche et les yeux. »
Ce récit nous apprend aussi que la préparation était réalisée extemporanément, en quantité précise pour « une dose mortelle », et devait être bue jusqu'à la dernière goutte. Le condamné devait marcher après avoir bu afin de favoriser la diffusion rapide des toxines dans l'organisme. Les spasmes, les yeux exorbités et le faciès tragique des intoxiqués par la ciguë ne correspondent pas à l'état d'inconscience et de sérénité de Socrate dans le récit. Pour cette raison, on a avancé l'hypothèse que la boisson létale des Grecs contenait d'autres poisons comme le datura (mais actuellement, l'hypothèse la plus probable est que les daturas sont originaires de la Mésoamérique et sont parvenues dans l'Ancien monde après la découverte de l'Amérique) pour en renforcer la toxicité, et de l'opium pour en diminuer la conscience et neutraliser les convulsions. Une autre hypothèse est que Platon fournit un récit adouci de sa fin pour des raisons politiques et pour lui donner une « mort noble »,.